# Xylica oedematosa
Xylica oedematosa är en insektsart som beskrevs av Karsch 1898. Xylica oedematosa ingår i släktet Xylica och familjen Bacillidae. Inga underarter finns listade i Catalogue of Life.